# Miki Gorman
Miki Gorman (Qingdao, China, 9 de agosto de 1935-Bellingham (Washington), 19 de septiembre de 2015) fue una corredora de fondo estadounidense de origen chino, ganadora en dos ocasiones consecutivas (1976 y 1977) de la maratón de Nueva York.
Además, ganó la maratón de Boston en otras dos ocasiones.